# Pendanthura hendleri
Pendanthura hendleri är en kräftdjursart som beskrevs av Brian Frederick Kensley 1984. Pendanthura hendleri ingår i släktet Pendanthura och familjen Anthuridae. Inga underarter finns listade i Catalogue of Life.